# Grey’s Anatomy/Staffel 6
Die sechste Staffel der US-amerikanischen Krankenhaus-Serie Grey’s Anatomy wurde vom 24. September 2009 bis zum 31. März 2010 auf dem US-amerikanischen Sender ABC gesendet. Die deutschsprachige Erstausstrahlung erfolgte vom 20. Mai bis zum 6. Oktober 2010 beim Sender SF zwei. Die deutsche Erstausstrahlung erfolgte später bei ProSieben.

## Darsteller

### Besetzung
Die Besetzung von Grey’s Anatomy trat in der sechsten Staffel folgendermaßen in Erscheinung:
| Rollenname           | Schauspieler      | Folgen                              | Anzahl    | Synchronsprecher   |
| -------------------- | ----------------- | ----------------------------------- | --------- | ------------------ |
| Dr. Meredith Grey    | Ellen Pompeo      | 1–24                                | 24 Folgen | Ulrike Stürzbecher |
| Dr. Cristina Yang    | Sandra Oh         | 1–24                                | 24 Folgen | Christin Marquitan |
| Dr. Derek Shepherd   | Patrick Dempsey   | 1–24                                | 24 Folgen | Boris Tessmann     |
| Dr. Alex Karev       | Justin Chambers   | 1–24                                | 24 Folgen | Dennis Schmidt-Foß |
| Dr. Miranda Bailey   | Chandra Wilson    | 1–24                                | 24 Folgen | Anke Reitzenstein  |
| Dr. Callie Torres    | Sara Ramírez      | 1–24                                | 24 Folgen | Ghadah Al-Akel     |
| Dr. Lexie Grey       | Chyler Leigh      | 1–24                                | 24 Folgen | Marie Bierstedt    |
| Dr. Arizona Robbins  | Jessica Capshaw   | 1–24                                | 24 Folgen | Schaukje Könning   |
| Dr. Owen Hunt        | Kevin McKidd      | 1–14, 16–24                         | 23 Folgen | Tobias Kluckert    |
| Dr. Richard Webber   | James Pickens Jr. | 1–13, 15–24                         | 23 Folgen | Roland Hemmo       |
| Dr. Mark Sloan       | Eric Dane         | 1–4, 6–14, 16–24                    | 22 Folgen | David Nathan       |
| Dr. Jackson Avery    | Jesse Williams    | 5–10, 12–24                         | 19 Folgen | Sascha Rotermund   |
| Dr. Teddy Altman     | Kim Raver         | 9–14, 16–24                         | 15 Folgen | Ranja Bonalana     |
| Dr. April Kepner     | Sarah Drew        | 5–6, 13–14, 18–24                   | 11 Folgen | Julia Stoepel      |
| Dr. Charles Percy    | Robert Baker      | 5–6, 8–9, 11, 13, 16, 18, 21, 23–24 | 11 Folgen | Michael Iwannek    |
| Dr. Reed Adamson     | Nora Zehetner     | 5, 9, 11–13, 21–23                  | 10 Folgen | Sonja Spuhl        |
| Dr. Steve Mostow     | Mark Saul         | 1, 3–5, 7, 11, 22–23                | 8 Folgen  |                    |
| Dr. Izzie Stevens    | Katherine Heigl   | 1–5, 9, 12                          | 7 Folgen  | Antje von der Ahe  |
| Larry Jennings       | Mitch Pileggi     | 1–2, 6, 8, 12–13                    | 6 Folgen  | Norbert Gescher    |
| Dr. Graciella Guzman | Gloria Garayua    | 1, 3, 5, 22–23                      | 5 Folgen  | Julia Ziffer       |
| Tyler Christian      | Moe Irvin         | 6, 12, 14, 18, 23                   | 5 Folgen  | Assad Schwarz      |
| Dr. Ben Warren       | Jason George      | 13–15, 17, 22                       | 5 Folgen  | Matti Klemm        |
| Dr. Megan Mostow     | Molly Kidder      | 1, 3, 13                            | 3 Folgen  |                    |
| Kate                 | Kate Anthony      | 2, 10, 13                           | 3 Folgen  |                    |
| Thatcher Grey        | Jeff Perry        | 4, 10, 15                           | 3 Folgen  | Hans Hohlbein      |
| Joe                  | Steven W. Bailey  | 9–10, 15                            | 3 Folgen  | Olaf Reichmann     |
| Dr. Pierce           | Joseph Williamson | 1, 3                                | 2 Folgen  |                    |
| Dr. Leo              | Winston Story     | 1, 3                                | 2 Folgen  |                    |
| Dr. Claire           | Tymberlee Hill    | 1, 3                                | 2 Folgen  |                    |
| Dr. Ryan Spalding    | Brandon Scott     | 5, 7                                | 2 Folgen  | Ozan Üzal          |

In der ersten Folge der Staffel sieht man George O’Malley (T. R. Knight) als Toten. Demzufolge ist auch seine Serienmutter Louise O’Malley nur in der ersten Folge in dieser Staffel zu sehen. Außerdem haben Amy Madigan als Dr. Katherine Wyatt, Sarah Utterback als Olivia Harper, Payton Silver als Dr. Knox, Candice Adia als Dr. Laura, Amrapali Ambegaokar als Dr. Dani Mandvi, Loretta Devine als Adele Webber und wie in jeder Staffel Kate Walsh als Dr. Addison Montgomery einen Auftritt in je einer Folge.

## Episoden

### Zusammenfassung
| Nr. (ges.) | Nr. (St.) | Deutscher Titel                    | Originaltitel                               | Erstausstrahlung USA | Deutschsprachige Erstausstrahlung (CH) | Regie               | Drehbuch                 |
| --- | --------- | ---------------------------------- | ------------------------------------------- | -------------------- | -------------------------------------- | ------------------- | ------------------------ |
| 103 | 1         | 40 Tage (1)                        | Good Mourning (1)                           | 24. Sep. 2009        | 31. März 2010                          | Edward Ornelas      | Krista Vernoff           |
| Izzie kann nach dem Herzversagen wiederbelebt werden, George jedoch stirbt. Das gesamte Krankenhaus ist in Trauer, vor allem Callie und Izzie sind am Boden zerstört. Zu Georges Beerdigung kommt auch seine Mutter Louise. Izzie und Callie beschließen, Georges Organe zu spenden. Derek berichtet Richard, dass der Aufsichtsrat ihn schassen will und stattdessen Derek als neuen Chef einsetzen möchte. Derek verschafft Richard dadurch Zeit für Veränderungen. Cristina und Owen dürfen auf Anordnung von Dr. Wyatt wegen Owens Trauma keinen Sex haben, was ihnen nicht leicht fällt. Richard verweigert Callie die Beförderung zur Oberärztin, die daraufhin kündigt. |           |                                    |                                             |                      |                                        |                     |                          |
| 104 | 2         | 40 Tage (2)                        | Goodbye (2)                                 | 24. Sep. 2009        | 31. März 2010                          | Bill D’Elia         | Krista Vernoff           |
| Meredith unterdrückt ihre Trauer zunächst mit Sex. Cristina und Miranda geraten in Streit. Miranda möchte das Schicksal ihrer Assistenzärzte nicht mehr so nahe an sich heranlassen. Izzie macht der Frau, für die George sich geopfert hat, klar, dass sie weiter ihr Leben leben solle. Izzie kann nicht verstehen, warum sich Alex ihr entzieht. Alex erklärt ihr schließlich, dass er Angst habe, sie könne wieder in seinen Armen sterben. Lexie zieht bei Mark ein, ist jedoch eifersüchtig auf Callie, die freizügig mit Mark umgeht. Callie nimmt eine Stelle im Mercy West an. Cristina und Owen machen Fortschritte, indem sie über Owens Probleme reden. Richard verkündet am 40. Tag nach Georges Tod, dass das Seattle Grace mit dem Mercy West fusionieren werde und somit viele Stellen gestrichen werden. |           |                                    |                                             |                      |                                        |                     |                          |
| 105 | 3         | Paranoia                           | I Always Feel Like Somebody’s Watchin’ Me   | 1. Okt. 2009         | 7. Apr. 2010                           | Michael Pressman    | Tony Phelan, Joan Rater  |
| Im Krankenhaus bricht wegen der Fusionierung Panik aus. Jeder versucht, sein Bestes zu geben und über seine Möglichkeiten hinaus zu arbeiten, um nicht Opfer der Kündigungswelle zu werden. So kommt Izzie trotz Krebserkrankung zurück ins Krankenhaus und steht fünf Stunden im OP. Sie überanstrengt sich dabei und vergisst ihre Pillen. Alex zwingt sie zu Disziplin. Cristina versucht sich in der Pädiatrie, um nicht gekündigt zu werden, obwohl sie nichts mit Kindern anfangen kann. Arizona ist verärgert, als sie ihre Strategie erkennt. Callie verkündet Arizona, dass sie umziehen will, um durch die Fusion nicht erneut von Richard gekündigt zu werden. Arizona möchte keine Fernbeziehung und will deshalb, dass Callie bleibt. Derek und Richard befinden sich im Streit wegen der Chefarztstelle. Infolge der Kündigungswelle werden viele Assistenzärzte gekündigt, unter ihnen Pierce, Claire, Dani, Leo, Laura und sogar die schwangere Megan. Ebenfalls betroffen ist die Krankenschwester Olivia Harper. |           |                                    |                                             |                      |                                        |                     |                          |
| 106 | 4         | Die verdammten Verpflichtungen     | Tainted Obligation                          | 8. Okt. 2009         | 14. Apr. 2010                          | Tom Verica          | Jenna Bans               |
| Thatcher kommt ins Krankenhaus, weil er eine Lebertransplantation benötigt. Da er bis vor kurzem noch Alkoholiker war, hat er aber keinerlei Anspruch auf eine Transplantation. Lexie lässt sich testen, sie ist jedoch kein geeigneter Spender. Sie überredet Meredith, die die richtige Blutgruppe hat, Thatcher ihr zuliebe einen Teil ihrer Leber zu spenden. Beide überstehen die Operation gut. Cristina fühlt sich im Krankenhaus unterfordert und auch Owen unterstützt sie nicht. Cristina teilt Richard mit, sie wolle lieber gekündigt werden, als weiterhin nichts zu lernen. Alex und Izzie merken, dass sie aus dem Wohnwagen ausziehen müssen. Callie wird von Richard wieder eingestellt und bekommt die von ihr gewünschte Stelle als Oberärztin. Izzie überredet Owen zu einer schwierigen OP, bei der der Patient stirbt. Owen stellt deshalb in Frage, ob sie schon bereit für eine Rückkehr ins Krankenhaus ist. |           |                                    |                                             |                      |                                        |                     |                          |
| 107 | 5         | Die Invasion                       | Invasion                                    | 15. Okt. 2009        | 21. Apr. 2010                          | Tony Phelan         | Mark Wilding             |
| Callies erster Tag als Oberärztin ist gleichzeitig auch der erste Tag der Ärzte aus dem Mercy West am Seattle Grace. Die Assistenzärzte starten einen verbitterten Konkurrenzkampf untereinander. Cristina muss erkennen, dass ihr Dr. Jackson Avery in manchen Punkten überlegen ist. Lexie gerät mit Dr. April Kepner aneinander. Schließlich entwendet Lexie April mit Hilfe eines eingewiesenen Einbrechers das Notizbuch. Doch Lexie bemerkt, dass dies ein Fehler war, und entschuldigt sich bei ihr. Callie wird von ihrem Vater Hector besucht, der versucht, ihr mithilfe eines Priesters ihre Homosexualität auszutreiben. Callie will daraufhin mit ihrem Vater brechen, doch Arizona schafft es, Hector davon zu überzeugen, dass Callie seine Liebe benötige. Schließlich versöhnen sich Callie und ihr Vater. Charles nutzt Izzie aus und spielt ihr den netten Kollegen vor. Als Izzie herausbekommt, dass Charles über sie herzieht, fängt sie einen erbitterten Streit an, was dazu führt, dass sie einen großen Fehler macht: Sie verschreibt einer Patientin eine falsche Dosis Medikamente, woran die Patientin beinahe stirbt. Aus diesem Grund wird sie von Richard gefeuert. Izzie hinterlässt Alex einen Abschiedsbrief und verlässt Seattle. Meredith verbringt den ganzen Tag im Bett auf der Krankenstation.                      |           |                                    |                                             |                      |                                        |                     |                          |
| 108 | 6         | Ein einfacher Fehler               | I Saw What I Saw                            | 22. Okt. 2009        | 28. Apr. 2010                          | Allison Liddi-Brown | Bill Harper              |
| In einer chaotischen Nacht wurde im Krankenhaus ein Fehler begangen, welcher zum Tod einer Frau führte. Alle Beteiligten in dieser Nachtschicht werden zu Webber und Jennings gerufen, um die Vorfälle aus ihrer Perspektive zu schildern. Jeder der Befragten hat Angst, seinen Job zu verlieren. Es stellt sich schließlich heraus, dass Dr. April Kepner den Fehler begangen hat, weil sie, abgelenkt durch den Stress und die Hektik, den Rachen der Frau nicht ordnungsgemäß überprüft hat. Infolgedessen wird April gekündigt. Danach hat Richard noch ein Gespräch mit Derek, der Richard mitteilt, dass es nicht die Schuld von April war, sondern die Schuld von Richard, der für die chaotischen Verhältnissen im Krankenhaus verantwortlich ist. Alex versucht vergeblich, Izzie zu erreichen und sie zur Rückkehr zu bewegen. Meredith wird am Ende des Tages aus der Krankenstation entlassen, muss sich aber zuhause noch ein paar Tage schonen. |           |                                    |                                             |                      |                                        |                     |                          |
| 109 | 7         | Ein Moment des Friedens            | Give Peace A Chance                         | 29. Okt. 2009        | 5. Mai 2010                            | Chandra Wilson      | Peter Nowalk             |
| Während Alex es nicht fassen kann, dass Izzie bei ihrer Krebsbehandlung nicht auftaucht und somit in den Tod geht, ist Derek mit einer schwierigen Operation beschäftigt. Obwohl Richard ihm die Operation untersagt, führt Derek an dem Mitarbeiter Isaac eine OP an einem eigentlich inoperablen Tumor durch. Nach 26 Stunden im OP gelingt Derek der Eingriff, er wird daraufhin allerdings von Richard gekündigt, weil er seine Anweisungen missachtet hat. Derek ignoriert diese Kündigung. Cristina ist frustriert, weil sie an Dereks OP nicht teilnehmen durfte, nachdem sie den Umgang mit dem Mikroskop nicht beherrschte. Owen hilft ihr und erklärt ihr ihren Fehler. |           |                                    |                                             |                      |                                        |                     |                          |
| 110 | 8         | Das Geschenk                       | Invest in Love                              | 6. Nov. 2009         | 12. Mai 2010                           | Jessica Yu          | Stacy McKee              |
| Cristina hat Streit mit Owen, da sie in einer OP gegen sein Verbot einen Eingriff vorgenommen hat. Reed hat ein Auge auf Alex geworfen, der ein Frühchen rettet und von Miranda deshalb die Empfehlung bekommt, er sei für die Pädiatrie geeignet. Alex ist dennoch frustriert, weil er Izzie immer noch nicht erreicht hat und sie ihm darüber hinaus 200.000 $ an unbezahlten Arztrechnungen hinterlassen hat. Arizona bekommt von den Eltern eines Jungen für das Krankenhaus 25 Millionen Dollar gespendet. Um das Geld nicht zu gefährden, zwingen Jennings und Richard Arizona dazu, eine weitere OP an dem Jungen vorzunehmen, obwohl diese fast keine Chance auf Erfolg hat. Als das Kind stirbt, macht sich Arizona schwere Vorwürfe. Da dieser Tag ihr Geburtstag ist, bereiten ihre Freunde eine Überraschungsparty für sie vor. Doch nach dem Tod des Jungen verkraftet Arizona diese nicht. Jackson küsst Cristina auf der Party, die sich allerdings dagegen wehrt. |           |                                    |                                             |                      |                                        |                     |                          |
| 111 | 9         | Die neue Gegenwart                 | New History                                 | 12. Nov. 2009        | 19. Mai 2010                           | Rob Corn            | Allan Heinberg           |
| Meredith hat ihren ersten Tag am Seattle Grace Mercy West, nachdem sie an der Leber operiert wurde. Owen hat für Cristina eine ehemalige Kollegin von ihm, mit der er im Irak war, als Herz-Thorax-Chirurgin ins Seattle Grace geholt, doch Cristina findet Dr. Teddy Altman zunächst unfähig. Schließlich kann Teddy Cristina doch noch überzeugen. Teddy ist überrascht, als sie von Owens Beziehung zu Cristina erfährt, weil sie gehofft hatte, Owen würde sich für sie entscheiden. Um einen alten Lehrer von ihr behandeln zu lassen, kehrt Izzie zurück ins Krankenhaus, begegnet dort allerdings Alex. Sie wirft ihm vor, Schuld an ihrer Kündigung zu sein. Derek kann Izzies Lehrer erfolgreich operieren, und Izzie verlässt Seattle danach wieder. Adele wirft Miranda vor, sie habe eine Affaire mit ihrem Mann, weil Richard seit einer Woche nicht mehr nach Hause gekommen sei. Richard unterläuft ein schwerer Fehler bei einer OP, wonach er sich von allen Operationen zurückzieht. Meredith sieht Richard bei Joe Alkohol trinken. |           |                                    |                                             |                      |                                        |                     |                          |
| 112 | 10        | Feiertagsblues                     | Holidaze                                    | 19. Nov. 2009        | 26. Mai 2010                           | Robert Berlinger    | Krista Vernoff           |
| Im Krankenhaus ist Feiertagsstimmung. Owen beichtet Teddy, dass auch er immer Gefühle für sie hatte, aber von ihren nichts wusste. Nun liebe er aber Cristina. Miranda bekommt Besuch von ihrem Vater, der es nicht gut findet, dass Miranda nichts von ihrer Scheidung erzählt hat. Richard erzählt Meredith, es sei eine Fehldiagnose gewesen, dass er Alkoholiker war. Er fängt an, Meredith als ihr Mentor zu unterrichten. Meredith will ihm glauben und verschließt die Augen vor seinem Alkoholismus. Mark bekommt überraschenden Besuch von seiner Tochter Sloan, von der er bisher nichts wusste. Sie zieht bei ihm und Lexie ein und beichtet ihm, dass sie schwanger sei. |           |                                    |                                             |                      |                                        |                     |                          |
| 113 | 11        | Die Entscheidung                   | Blink                                       | 14. Jan. 2010        | 14. Juli 2010                          | Randall Zisk        | Debora Cahn              |
| Derek erfährt von Richards Fehler und Meredith weiht ihn daraufhin in Richards Alkoholproblem ein. Teddy lässt Cristina eine Solo-OP am Herzen vornehmen. Danach will sie das Krankenhaus wegen Owen verlassen, doch Cristina bietet ihr an, ihr Owen zu überlassen, nur um weiter von ihr lernen zu können. Marks Tochter Sloan hat Probleme mit ihrem Baby, weshalb Addison eingeflogen wird. Die Chancen, dass ihr Baby nicht behindert auf die Welt kommt, stehen schlecht. Mark hindert Addison an einem riskanten Eingriff. Da er Sloan anbietet, sie und das Baby bei sich aufzunehmen, ohne Lexie zu fragen, trennt sich Lexie von Mark. Derek versucht Miranda zu verkuppeln, bleibt aber erfolglos. Zwischen Alex und Reed bahnt sich eine Affaire an, die Meredith verhindern möchte. Sie ruft deshalb Izzie an. Nach Lexies Enttäuschung mit Mark geht sie wieder mit Alex ins Bett. |           |                                    |                                             |                      |                                        |                     |                          |
| 114 | 12        | Die Entweder-Oder-Falle            | I Like You So Much Better When You’re Naked | 21. Jan. 2010        | 21. Juli 2010                          | Donna Deitch        | Tony Phelan & Joan Rater |
| Callie hat die Windpocken. Arizona distanziert sich vorerst von ihr, weil sie glaubt, dadurch ihr Sexleben zu gefährden. Doch sie merkt bald, dass Makellosigkeit in einer Beziehung nicht alles ist. Mark hat in Los Angeles mit Addison geschlafen, als sie Sloans Baby erfolgreich operiert hatte. Sowohl Mark als auch Lexie haben ein schlechtes Gewissen, obwohl sie miteinander Schluss gemacht haben. Als beide sich ihren Fehltritt beichten, ist Mark allerdings wütend auf Lexie. Izzie kommt zurück ans Seattle Grace und will Alex zurückerobern. Derek will dem Aufsichtsrat von Richards Alkoholsucht erzählen, doch Meredith verbietet es ihm. Richard plant eine OP, bei der Meredith einen schwierigen Eingriff vornehmen soll. Derek konfrontiert Richard mit seiner Alkoholsucht, worauf dieser die OP absagt. Derek stellt Meredith daraufhin die Wahl, ob er dem Aufsichtsrat von Richard erzählen und selbst als Chefarzt Izzie wieder einstellen soll oder ob er schweigen und somit Richard vor dem Verlust des Chefarztposten bewahren soll. Meredith entscheidet sich für Izzie, doch da Alex keinen Neuanfang mit ihr möchte, verlässt Izzie Seattle für immer. Teddy bleibt am Seattle Grace, um ihren Vertrag zu erfüllen. Sie erzählt Owen von Cristinas Angebot, doch Owen möchte sich von Cristina nicht so leicht trennen. |           |                                    |                                             |                      |                                        |                     |                          |
| 115 | 13        | Schweres Erbe                      | State of Love and Trust                     | 4. Feb. 2010         | 28. Juli 2010                          | Jeannot Szwarc      | Stacy McKee              |
| Derek wird kommissarischer Chefarzt, bis Richard mit dem Entzug fertig ist. Richard nimmt es Derek sehr übel und überlegt, ganz mit dem Krankenhaus abzuschließen und in Rente zu gehen. Miranda lernt den durch die Fusion neuen Narkosearzt Dr. Ben Warren näher kennen, weil eine Patientin während einer Operation aufwacht. Die beiden geraten in Streit, es stellt sich aber heraus, dass keiner von ihnen Schuld daran trug. Alex ist Arizona zugeteilt. Er schlägt sich gut und rettet einem Jungen das Leben. Owen versucht Cristina mit Sex an sich zu binden und hält sie so von einer OP mit Teddy ab. Cristina bekommt daraufhin Panik, dass Owen sie wie Preston zu einem anderen Menschen machen will, als sie ist. Lexie und Mark leiden unter ihrer Trennung. Derek stellt in seiner Funktion als Chefarzt Megan und April wieder ein. |           |                                    |                                             |                      |                                        |                     |                          |
| 116 | 14        | Katastrophe am Valentinstag        | Valentine's Day Massacre                    | 11. Feb. 2010        | 4. Aug. 2010                           | Stephen Cragg       | Wiliam Harper            |
| Die Ärzte haben alle Hände voll zu tun, nachdem am Valentinstag die Decke eines Restaurants eingestürzt ist. Teddy will, dass Owen trotz ihres Liebesgeständnisses mit ihr befreundet bleibt. Dr. April Kepner hat ihren ersten Tag nach ihrer Wiedereinstellung und leidet immer noch sehr unter dem Fehler, der zu ihrer Entlassung geführt hatte. Arizona versucht Miranda und Ben zu verkuppeln und Miranda gesteht Ben schließlich ihre Zuneigung. Sloan taucht wieder in Seattle auf, will ihr Kind jedoch zur Adoption freigeben. Mark und Callie erklären sich daraufhin bereit, das Baby selbst zu adoptieren. Sloan verlässt Seattle dennoch, weil sie mit dem Baby nach der Geburt nichts zu tun haben will. Meredith kann sich nur sehr schwer mit ihrer neuen Rolle als Frau des Chefarztes anfreunden. Lexie hat ihre Haare blond gefärbt und hat wieder Sex mit Alex. |           |                                    |                                             |                      |                                        |                     |                          |
| 117 | 15        | Die Zeitschleife                   | The Time Warp                               | 18. Feb. 2010        | 11. Aug. 2010                          | Rob Corn            | Shonda Rhimes            |
| Richard hat den Entzug angetreten, darf das Krankenhaus aber zunächst nicht übernehmen. Derek bietet ihm eine Stelle als Oberarzt an, die Richard aber zunächst ablehnt. Im Krankenhaus steht eine Lesung an. Richard, Miranda und Callie berichten von ihren außerordentlichen Fällen. Richard erzählt von einem Fall, den er mit Ellis Grey betreut hat. Die beiden behandelten einen HIV-Patienten der ersten Stunde und zeigten dabei Mut und Toleranz. Sowohl Richard als auch Ellis wurden aufgrund ihrer Hautfarbe bzw. ihres Geschlechts damals im Krankenhaus diskriminiert. Auch Miranda erzählt von ihren Erfahrungen als Anfängerin mit einer Chefin, die ihr das Leben schwer machte, weil Miranda mehr Wissen besaß als sie. Es zeigt sich, dass Miranda ihre Souveränität erst lernen musste. Auch Callie, die extrem nervös ist, berichtet von ihrer Anfangszeit im Seattle Grace, wo sie zusammen mit Alex eine schwierige Operation durchgeführt hat. Es kommt nicht nur heraus, dass Alex Callie vorgelogen hatte, er sei statt George der Assistenzarzt mit der OP im Fahrstuhl gewesen, sondern auch, dass Alex und Callie Sex hatten. |           |                                    |                                             |                      |                                        |                     |                          |
| 118 | 16        | Perfekte kleine Zufälle            | Perfect Little Accident                     | 4. März 2010         | 18. Aug. 2010                          | Bill D'Elia         | Peter Nowalk             |
| Jacksons Großvater Dr. Harper Avery wird ins Krankenhaus eingeliefert. Damit muss Jackson offenbaren, dass er mit einem der bedeutendsten Mediziner verwandt ist. Richard, der die Stelle als Oberarzt angenommen hat, operiert Avery. Als es nach der OP zu Komplikationen kommt, hat er Angst, einen Fehler begangen zu haben. Wie sich herausstellt, hat den Fehler aber Avery selbst begangen, der während der OP wach bleiben wollte. Derek lernt, sich als Chefarzt durchzusetzen. Meredith rät Lexie von Gefühlen für Alex ab. Alex wird von Arizona gemieden, seitdem sie erfahren hat, dass Callie und Alex einen One-Night-Stand hatten. Auch Mark, der wieder ständig Sex hat, ist wütend auf Alex, weil dieser eine Affäre mit Lexie hat. Cristina und Teddy freunden sich an und Cristina spornt Teddy zu einer außerordentlichen OP an, um den Harper Avery Award zu gewinnen. |           |                                    |                                             |                      |                                        |                     |                          |
| 119 | 17        | Bergsteiger                        | Push                                        | 11. März 2010        | 25. Aug. 2010                          | Chandra Wilson      | Deborah cahn             |
| Callie ist mit Forschungsarbeit beschäftigt, ihr guter Tag wird aber dadurch zerstört, dass sie erfährt, dass Arizona ihren Kinderwunsch nicht teilt. Teddy hat Gefallen an Mark gefunden, doch Mark sucht nach einer ernsten Beziehung. Teddy lässt sich schließlich auf den Versuch ein. Als Owen davon erfährt, reagiert er eifersüchtig. Meredith bekommt dies mit und warnt ihn davor, Cristina weh zu tun. Lexie ist am Boden zerstört, als sie erfährt, dass Mark nun endgültig mit ihr abgeschlossen hat. Miranda hat Angst vor ihrem dritten Date mit Ben, doch Callie steht ihr bei. Mirandas Befürchtungen werden nicht wahr und Ben will sich genauso wie sie Zeit mit Sex lassen. |           |                                    |                                             |                      |                                        |                     |                          |
| 120 | 18        | Sterben ist nicht leicht           | Suicide Is Painless                         | 25. März 2010        | 1. Sep. 2010                           | Jeannot Szwarc      | Tony Phelan & Joan Rater |
| Callie und Arizona versuchen, das Thema Kinder zu umgehen. Meredith ist sauer auf Derek, der ihr eine Operation weggenommen hat. Richard leidet als ehemaliger Chefarzt darunter, dass die anderen ihm immer noch mit großer Distanz begegnen. Durch eine Patientin von Teddy, die ärztlich begleiteten Suizid begehen will, wird Owen an die Zeit im Irak erinnert, als er einen Freund auf dessen Wunsch sterben ließ, der kurze Zeit später hätte gerettet werden können. Owen ist kaum ansprechbar und lässt auch Cristina nicht an sich heran. Sie rät ihm zur Therapie bei Dr. Wyatt, er weigert sich aber. Teddy und Mark hatten eine Reihe von Dates und haben sich besser kennengelernt. Nachdem Teddys Patientin gestorben ist, haben sie und Mark Sex. Richard gibt Derek Tipps für seinen Chefarztposten. |           |                                    |                                             |                      |                                        |                     |                          |
| 121 | 19        | Familienplanung                    | Sympathy for the Parents                    | 25. März 2010        | 1. Sep. 2010                           | Debbie Allen        | Allan Heinberg           |
| Gary Clark wird damit konfrontiert, dass die lebenserhaltenden Geräte seiner Frau abgeschaltet werden müssen, da sie eine Patientenverfügung unterschrieben hat. Alex’ Bruder taucht im Krankenhaus auf, um einen Nabelbruch behandeln zu lassen. Seinetwegen kommt ans Licht, dass die beiden einen gewalttätigen Vater und eine drogensüchtige Mutter haben und deshalb in eine Reihe von Pflegefamilien gegeben wurden. Lexie bemerkt, dass April ein Auge auf Derek geworfen hat, und stellt sie zu Rede. Derek möchte ein Kind von Meredith. Izzie hat Alex die Scheidungspapiere geschickt. Callie leidet immer noch darunter, dass Arizona keine Kinder haben möchte. Teddy und Mark genießen ihre Affäre, ehe Sloan mit Wehen vor der Tür steht. |           |                                    |                                             |                      |                                        |                     |                          |
| 122 | 20        | Ein dicker Fisch am Haken          | Hook, Line and Sinner                       | 29. Apr. 2010        | 15. Sep. 2010                          | Tony Phelan         | Meg Marinis              |
| Sloans Baby wird mit Hilfe von Arizona und Teddy in Marks Wohnung geboren. Mark und Sloan beschließen nach der Geburt zunächst, das Baby doch nicht zur Adoption freizugeben. Mark gewöhnt sich allmählich an seine Rolle als Großvater, ehe er begreift, dass Sloan das Baby nur ihm zuliebe behalten würde. Als Mark das Baby den Adoptiveltern überreicht, sucht er Trost bei Teddy. Sloans Geburt stachelt bei Callie wieder den Kinderwunsch an, was zu einem großen Streit zwischen ihr und Arizona führt. Teddy hat Angst um ihren Job, als Derek Tom Evans, einen neuen Thoraxchirurgen, einstellt und zwischen beiden entscheiden will. Cristina ist begeistert von Evans’ Arbeit und Teddy unterlaufen an diesem Tag eine Reihe von Fehlern. Owen tröstet Teddy und dabei kommt es fast zu einem Kuss zwischen den beiden. Als Cristina Owen bittet, sich bei Derek für Teddy auszusprechen, rät Owen Derek zu Evans. Teddy behält ihre Stelle aber letztlich, da Evans ablehnt. Alex ist den ganzen Tag mies zu Lexie, die endlich lernt, sich ihm gegenüber durchzusetzen. |           |                                    |                                             |                      |                                        |                     |                          |
| 123 | 21        | Sensibilität                       | How Insensitive                             | 6. Mai 2010          | 22. Sep. 2010                          | Tom Verica          | Wiliam Harper            |
| Aufgrund eines extrem fettleibigen Patienten bekommen die Assistenzärzte von Miranda Diskretion und Sachlichkeit beigebracht. Als der Patient eingeliefert wird, fallen Cristina, Jackson und Lexie mit ihrem Verhalten auf und werden von Miranda vom Fall abgezogen. Der fettleibige Patient leidet jedoch sehr unter dem eigentlich korrekten Verhalten der Ärzte und merkt mit Hilfe von Alex, dass sich etwas an seinem Leben ändern muss. Die Ärzte, die von dem Fall abgezogen wurden, kommen bei Teddy unter, Cristina muss sich jedoch um ein Mädchen kümmern, dessen Mutter gerade operiert wird. Als die Mutter ihren Verletzungen erliegt, bringt Cristina dem Mädchen dies sehr schonend bei. Die Geschichte des Mädchens erinnert sie an ihre Kindheit, als ihr Vater vor ihren Augen bei einem Unfall starb. Sie sucht Trost bei Owen. Dieser ist sauer auf Derek, weil dieser Meredith von Owens Votum gegen Teddy erzählt hat. Gary Clark verklagt Derek wegen der Tötung seiner Frau. Die Verhandlung macht Derek fertig. Alex steht zu Lexie und schickt Izzie die unterschriebenen Scheidungspapiere. Arizona und Callie beschließen, sich zu trennen, nachdem keine von ihnen ihre unterschiedlichen Auffassungen zu dem Thema Kinder verändern möchte.                                                                                 |           |                                    |                                             |                      |                                        |                     |                          |
| 124 | 22        | Ein Traum von Glück                | Shiny Happy People                          | 13. Mai 2010         | 29. Sep. 2010                          | Zoanne Clack        | Edward Ornelas           |
| Meredith und Derek planen ihr Traumhaus. Owen fragt Cristina, ob sie mit ihm zusammenziehen möchte. Cristina sagt ja, doch Meredith gibt ihr einen Tipp wegen Owen und Teddy. Meredith kann ihr aber nicht alles erzählen, da sie sich Derek verpflichtet fühlt. Schließlich zwingt sie Owen stattdessen, sein Votum gegen Teddy vor Cristina zu offenbaren. Dieses Gespräch bekommt auch Teddy mit. Cristina weigert sich daraufhin, mit Owen zusammenzuziehen. Alex und Lexie sind nun offiziell ein Paar. Alex hilft einer Patientin zu beweisen, dass sie nicht verrückt ist. Reed schläft mit Mark und erntet deswegen Hohn und Spott, vor allem von Lexie. Nachdem Teddy Mark und Reed erwischt, macht sie Schluss mit Mark. Nachdem Miranda und Ben das erste Mal Sex hatten, ist Miranda im Krankenhaus eifersüchtig, als Ben mit einer Krankenschwester flirtet. Callie und Arizona merken, dass sie es nur schwer ohne einander aushalten. Mark macht Lexie ein Liebesgeständnis. |           |                                    |                                             |                      |                                        |                     |                          |
| 125 | 23        | Der Tod und seine Freunde (Teil 1) | Sanctuary                                   | 20. Mai 2010         | 6. Okt. 2010                           | Stephen Cragg       | Shonda Rhimes            |
| Meredith stellt fest, dass sie schwanger ist. Cristina macht mit Owen Schluss, weil sich dieser nicht zwischen ihr und Teddy entscheiden kann. Gary Clark kommt mit der Absicht ins Krankenhaus, Derek, Richard und Lexie zu ermorden, da er diese für den Tod seiner Frau verantwortlich macht. Auf der Suche nach Dereks Büro trifft er auf Reed, die ihn unwirsch abweist, woraufhin er sie mit einem Kopfschuss tötet. Auch Alex wird angeschossen, der von Mark und Lexie im Aufenthaltsraum notversorgt wird. April findet Reeds Leiche und berichtet Derek davon. Daraufhin wird das Krankenhaus verriegelt. Darunter leiden Callie und Arizona, die nach ihrer Trennung nun auf engstem Raum zusammenarbeiten müssen. Dabei sagt Arizona Callie, dass sie ihre Meinung deshalb nicht ändern möchte, weil sie Callie und ihrer schnellen Verliebtheit nicht traut. Schließlich trifft Clark auch auf Miranda, eine Patientin und Charles. Da Miranda sich als Krankenschwester ausgibt und die Patientin sich tot stellt, entkommen sie ihm, Charles wird jedoch angeschossen und von Miranda versorgt. Nachdem Clark weiterhin unschuldiges Krankenhauspersonal ermordet, kommt es auf der großen Empore des Krankenhauses zum Höhepunkt. Derek wird vor Merediths Augen angeschossen.                                                               |           |                                    |                                             |                      |                                        |                     |                          |
| 126 | 24        | Der Tod und seine Freunde (Teil 2) | Death and All His Friends                   | 20. Mai 2010         | 6. Okt. 2010                           | Rob Corn            | Shonda Rhimes            |
| Teddy und Owen schaffen es mit ihrem Verletzten nach draußen, doch wegen Cristina geht Owen zurück ins Krankenhaus. Auch Lexie und Mark schaffen es, den schwer verletzten Alex, der Lexie für Izzie hält, in ein anderes Krankenhaus zu schaffen. Lexie beichtet Alex vor Mark ihre Liebe. Miranda hat weniger Glück – da die Aufzüge nicht mehr funktionieren, gibt es keinen anderen Weg als Charles sterben zu lassen. Miranda erweist ihm die letzte Ehre. Derek muss von Cristina und Jackson operiert werden, da kein Oberarzt auf der Etage ist. Owen, der auch von Clark angeschossen wird, wird von Meredith und April operiert. Dabei erleidet Meredith eine Fehlgeburt, noch bevor sie Derek von ihrer Schwangerschaft erzählen konnte. Als sich Clark Zugang zu dem OP, in dem Derek operiert wird, verschafft, kann Jackson ihm mit einem Trick vorspielen, Derek sei tot. Sie schaffen es schließlich, Derek zu retten. Richard begibt sich in das Krankenhaus, um mit Clark zu verhandeln. Clark bringt schließlich sich selbst und nicht Richard um. Arizona lenkt ein und möchte mit Callie Kinder haben. |           |                                    |                                             |                      |                                        |                     |                          |

### Episodenbesonderheiten
Fast jeder Episodentitel bei Grey’s Anatomy ist gleichzeitig ein Liedtitel eines Musikstückes. Außerdem gibt es noch eine Reihe bemerkenswerter Fakten zu jeder Folge.
| Nr. | Episode                        | Anspielung des Originalepisodentitels                       | Sonstiges |
| --- | ------------------------------ | ----------------------------------------------------------- | --- |
| 1   | 40 Tage                        | Kanye West – Good Mourning                                  | Pilotfolge der sechsten Staffel. Doppelfolge. Keine Zusammenfassung der Folge. George O’Malley und Dr. Wyatt sind in diesen Folgen zum letzten Mal zu sehen. Dr. Arizona Robbins ist ab diesen Folgen im Hauptcast vertreten. Sämtliche Hauptcharaktere leiten die Off-Stimme in dieser Folge.                                                                              |
| 2   | 40 Tage                        | Alicia Keys – Goodbye                                       | Pilotfolge der sechsten Staffel. Doppelfolge. Keine Zusammenfassung der Folge. George O’Malley und Dr. Wyatt sind in diesen Folgen zum letzten Mal zu sehen. Dr. Arizona Robbins ist ab diesen Folgen im Hauptcast vertreten. Sämtliche Hauptcharaktere leiten die Off-Stimme in dieser Folge.                                                                              |
| 3   | Paranoia                       | Michael Jackson – I Always Feel Like Somebody’s Watchin’ Me | Keine Zusammenfassung der Folge. Durch die Entlassungswelle im Seattle Grace sind die Rollen Olivia Harper, Pierce, Claire, Dani Mandvi, Leo und Laura ein letztes Mal zu sehen. |
| 4   | Die verdammten Verpflichtungen | R.E.M. – Tainted Obligation                                 | Keine Zusammenfassung der Folge. |
| 5   | Die Invasion                   | Eminem – Invasion                                           | Keine Zusammenfassung der Folge. Die Rollen Dr. Jackson Avery (Jesse Williams), Dr. April Kepner (Sarah Drew), Dr. Charles Percy (Robert Baker) und Dr. Reed Adamson (Nora Zehetner) tauchen in dieser Folge erstmals auf. |
| 6   | Ein einfacher Fehler           | Sara Groves – I Saw What I Saw                              | Keine Zusammenfassung der Folge. Die Folge ist von der Atmosphäre und dem Inhalt nach dem Vorbild eines Krimis aufgebaut. Der gesamte Inhalt der Folge wird von dem Krankenhauspersonal geschildert und ist somit ein Flashback. Da jeder seine Perspektive der Geschichte erzählt, wiederholen sich Szenen oft, sind jedoch aus verschiedenen Perspektiven gefilmt worden. |
| 7   | Ein Moment des Friedens        | John Lennon – Give Peace A Chance                           | Keine Zusammenfassung der Folge. Chandra Wilson, die Dr. Miranda Bailey spielt, führt in dieser Folge Regie. Protagonist dieser Folge ist Patrick Dempsey als Derek Shepherd. Er leitet auch die Off-Stimme. Dr. Ryan Spalding ist ein letztes Mal zu sehen. |
| 8   | Das Geschenk                   | Wynn Stewart – Invest in Love                               | Keine Zusammenfassung der Folge. |
| 9   | Die neue Gegenwart             | Andy Davis – New History                                    | Keine Zusammenfassung der Folge. Kim Raver als Teddy Altman taucht in dieser Episode zum ersten Mal auf. Chandra Wilson als Miranda Bailey hat in dieser Folge ihre 1000. Szene. |
| 10  | Feiertagsblues                 | Mansions – Holidaze                                         | Keine Zusammenfassung der Folge. Leven Rambin als Sloan Riley taucht in dieser Episode zum ersten Mal auf. Die Folge spielt an Erntedank, Weihnachten, Silvester sowie an Neujahr. |
| 11  | Die Entscheidung               | Blink-182                                                   | Zusammenfassung von Derek. Kate Walsh als Dr. Addison Montgomery und Ellis Grey haben in dieser Folge einen Gastauftritt, nachdem beide nach der dritten Staffel ausgestiegen sind. Ellis Grey wird jedoch nicht von Kate Burton gespielt, da man nur ihren Unterkörper sieht.                                                                                              |
| 12  | Die Entweder-Oder-Falle        | Ida Maria – I Like You So Much Better When You’re Naked     | Keine Zusammenfassung der Folge. Katherine Heigl als Izzie Stevens hat ihren letzten Auftritt in dieser Folge. |
| 13  | Schweres Erbe                  | Pearl Jam – State of Love and Trust                         | Keine Zusammenfassung der Folge. Die Off-Stimme wird in dieser Folge von Derek geleitet. Jason George als Dr. Ben Warren ist in dieser Folge zum ersten Mal zu sehen. Megan Nowland und die Krankenschwester Kate haben in dieser Folge ihren letzten Auftritt. |
| 14  | Katastrophe am Valentinstag    | The Red Shore – Valentine’s Day Massacre                    | Keine Zusammenfassung der Folge. Richard Webber ist erstmals seit mehr als 100 Folgen nicht zu sehen. |
| 15  | Die Zeitschleife               | The Rocky Horror Show – The Time Warp                       | Keine Zusammenfassung der Folge. Die Folge ist eine Flashbackepisode und zeigt die Vergangenheit von Richard, Miranda und Callie, die daher die drei Hauptpersonen in dieser Folge darstellen. |
| 16  | Perfekte kleine Zufälle        | Jesse Labelle – Perfect Little Accident                     | Keine Zusammenfassung der Folge. |
| 17  | Bergsteiger                    | Avril Lavigne – Push                                        | Keine Zusammenfassung der Folge. Zum zweiten Mal führt die Miranda-Bailey-Darstellerin Chandra Wilson Regie. |
| 18  | Sterben ist nicht leicht       | Johnny Mandel – Suicide Is Painless                         | Keine Zusammenfassung der Folge. Hauptdarsteller dieser Episode ist Owen Hunt, der die Off-Stimme der Folge besitzt und immer wieder Flashbacks von seiner Zeit im Krieg hat. |
| 19  | Familienplanung                | Marilyn Manson – Sympathy for the Parents                   | Keine Zusammenfassung der Folge. Man erfährt erstmals Ausführlicheres über Alex’ Familie und Vergangenheit. |
| 20  | Ein dicker Fisch am Haken      | Texas in July – Sympathy for the Parents                    | Keine Zusammenfassung der Folge. Kim Raver als Dr. Teddy Altman hat in dieser Folge ihre 100. Szene. |
| 21  | Sensibilität                   | Sun Trust – How Insensitive                                 | Keine Zusammenfassung der Folge. |
| 22  | Ein Traum von Glück            | R.E.M. – Shiny Happy People                                 | Keine Zusammenfassung der Folge. Demi Lovato hat in dieser Folge einen Gastauftritt. |
| 23  | Der Tod und seine Freunde      | Alex Clare – Sanctuary                                      | Katastrophenfolge. Doppelfolge. Dr. Reed Adamson und Dr. Charles Percy werden in dieser Folge ermordet. Ebenfalls beinhaltet diese Folge den letzten Auftritt von Dr. Graciella Guzman und ist das Staffelfinale. In der letzten Folge führt Derek die Off-Stimme. |
| 24  | Der Tod und seine Freunde      | Coldplay – Death and All His Friends                        | Katastrophenfolge. Doppelfolge. Dr. Reed Adamson und Dr. Charles Percy werden in dieser Folge ermordet. Ebenfalls beinhaltet diese Folge den letzten Auftritt von Dr. Graciella Guzman und ist das Staffelfinale. In der letzten Folge führt Derek die Off-Stimme. |